# Vlottende schulden
Vlottende schulden, kortlopende schulden of kort vreemd vermogen zijn de betalingsverplichtingen die een bedrijf (persoon/ juridisch rechtspersoon) op de korte termijn, dat wil zeggen binnen één jaar, moet voldoen.
De vlottende schulden vormen samen met de langlopende schulden het vreemd vermogen. Vreemd vermogen is onderdeel van de passiva en staat dus aan de credit-zijde op de balans.
{\displaystyle \mathrm {Vreemd~vermogen=vlottende~schulden+langlopende~schulden} }
Korte-termijnschulden zijn vaak niet rentedragend en vallen onder de betalingsafspraken bij leveringen.

Voorbeelden van dergelijke korte-termijnschulden:
- handelsschulden aan leveranciers
- overige crediteuren
- nog te betalen kosten
- nog te betalen belastingen

Een ander type kortlopende schuld is de kredietfaciliteit bij de bank. De kredietfaciliteit is het bedrag dat de bank ter beschikking stelt aan een bedrijf. Het is de mogelijkheid om rood te staan op de rekening-courant. Voor personen bestaan dergelijke faciliteiten ook, bijvoorbeeld in de vorm van toegestaan rood staan, of in de vorm van het girokwartaalkrediet.
- kortlopend krediet

Over het bedrag dat gebruikt wordt van de kredietfaciliteit bij de bank moet wel rente betaald worden.